# یوواجیک (آماسیه)
یوواجیک (به ترکی استانبولی: Yuvacık) یک منطقهٔ مسکونی در ترکیه است که در آماسیه واقع شده‌است.